# بيرثا غيلكي
بيرثا غيلكي (بالإنجليزية: Bertha Gilkey)‏ هي ناشِطة أمريكية، ولدت في 18 مارس 1949 في أركنساس في الولايات المتحدة، وتوفيت في 25 مايو 2014 في براتفيل في الولايات المتحدة.